# Bolschoi Tjuters
Groß Tütters oder Bolschoi Tjuters (russisch Большой Тютерс; finn. Tytärsaari; estn. Suur Tütarsaar; schwed. Tyterskär) ist eine russische Insel im Finnischen Meerbusen der Ostsee.
Die 8,3 km² große Insel liegt inmitten des Finnischen Meerbusens,  etwa 170 km von Sankt Petersburg, 75 km von der finnischen Küste mit der Stadt Kotka und etwa 40 Kilometer von der estnischen Küste entfernt. Sie gehört zur Oblast Leningrad. Außer einem Leuchtturmwärter gibt es keine ständigen Bewohner. 
Tütters, das von 1807 bis zum Winterkrieg beziehungsweise 1944 finnisch war, zählte 1939 noch 436 Einwohner, die 1940 infolge des Moskauer Friedens auf das finnische Festland umgesiedelt wurden. Ihre Lebensgrundlage waren Seehund- und Fischfang gewesen. Während der deutschen Besetzung (Januar 1942 bis 1944) kam es zu einer starken Verminung.
Der finnische Inselname Tytärsaari bedeutet „Tochter-Insel“. Die Schwesterinsel Maly Tjuters oder Klein Tütters (~ 1,6 km²) liegt etwa zwölf Kilometer westsüdwestlich.

## Gegenwart
Da bei Kriegsende Minenfelder, große Mengen an Munition, Geschütze, Waffen, Bunkeranlagen und Fahrzeugen einfach zurückgelassen und bis heute nicht geräumt bzw. entschärft wurden, ist das Betreten der Insel verboten. 
Trotzdem versuchen Plünderer und Militariasammler auf die Insel zu gelangen, um sich dort widerrechtlich Material (Munition, Waffen, Geschütze, Ausrüstungsgegenstände) anzueignen.

## Bildergalerie

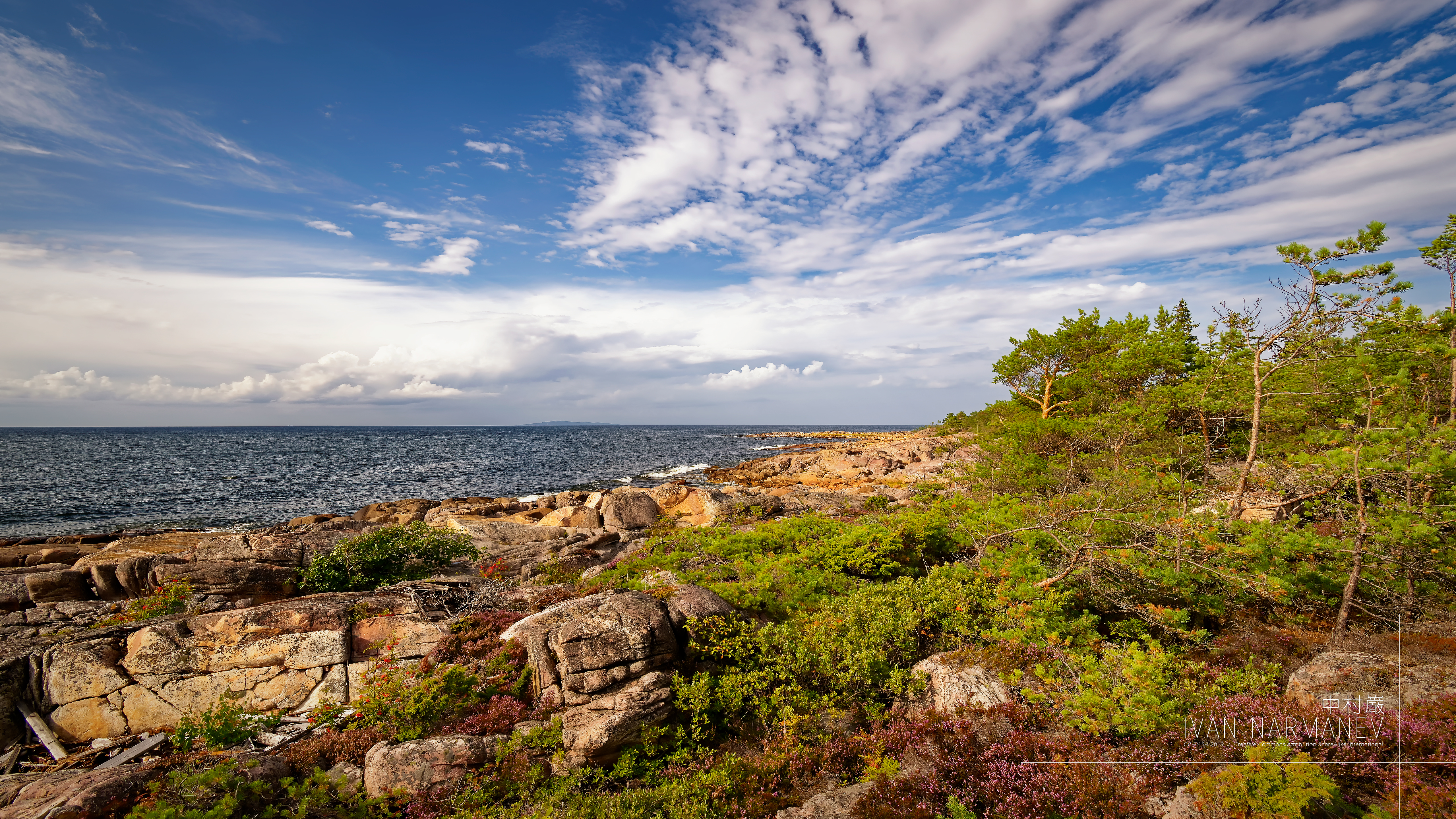
Bolschoi Tjuters (2019)
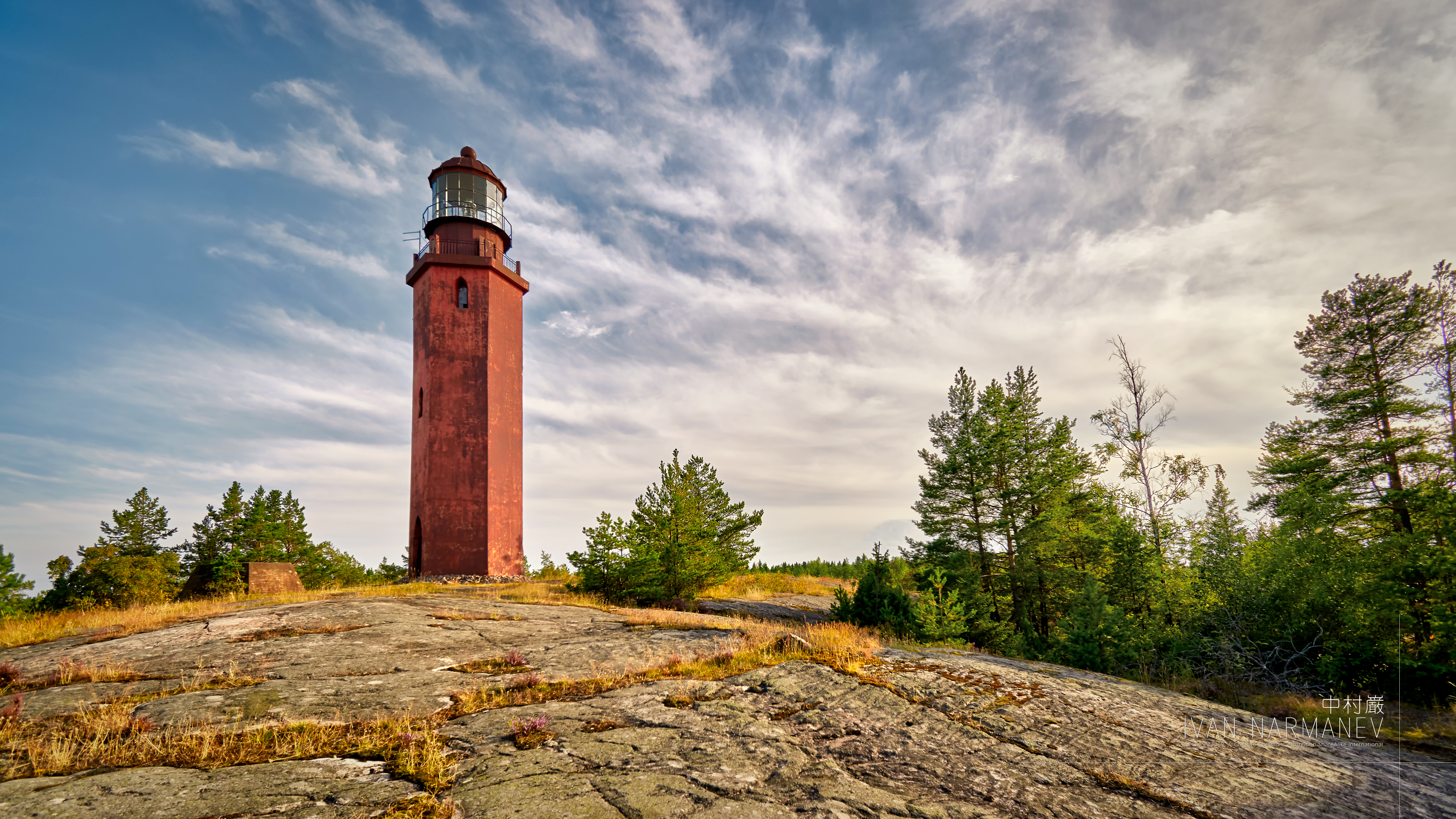
Leuchtturm (2019)